# Naumivske, Nijîn
Naumivske (în ucraineană Наумівське) este un sat în comuna Kunașivka din raionul Nijîn, regiunea Cernihiv, Ucraina.

## Demografie
Componența lingvistică a localității Naumivske
     Ucraineană (94,34%)
     Rusă (5,66%)
Conform recensământului din 2001, majoritatea populației localității Naumivske era vorbitoare de ucraineană (94,34%), existând în minoritate și vorbitori de rusă (5,66%).